# Дидден, Матисс
Матисс Дидден (нидерл. Matisse Didden; Пустой шаблон {{ВД-Преамбула}} ) — бельгийский футболист, защитник клуба «Утрехт».

## Клубная карьера
Дидден — воспитанник клуба «Патро Эйсден Масмехелен». 10 марта 2018 года в матче против «Дендера» он дебютировал во Втором дивизионе Бельгии. В том же году Дидден перешёл в «Генк», где начал выступать за дублирующую команду. 27 августа 2022 года в матче против «Сераинга» он дебютировал в Жюпиле лиге. Летом 2023 года Дидден перешёл в нидерландскую «Роду». 11 августа в матче против «Хелмонд Спорт» он дебютировал в Эрстедивизи. 22 января 2024 года в поединке против «Эйндховена» Матисс забил свой первый гол за «Роду».
Летом 2024 года Дидден перешёл в «Утрехт». 11 августа в матче против ПЕК Зволле он дебютировал в Эредивизи.